# Josep Clotet Ruiz
Josep ”Pep” Clotet Ruiz, född 28 april 1977 i Igualada i provinsen Barcelona, är en katalansk (spansk) fotbollstränare. Han är före detta huvudtränare för Halmstads BK och var dessförinnan assisterande tränare i Malmö FF som han vann Allsvenskan 2010 med.
Tidigare har bland annat tränat den spanska klubben RCD Espanyols B-lag, som han bland annat ledde till seger i spanska Division 2 under säsongen 2008/2009. Dessförinnan hade han även med stor framgång tränat klubbens U19-lag. Den 5 juli 2011 fick han sparken från Halmstads BK. Laget hade på 15 matcher tagit sju poäng och endast vunnit en match.
Efter att ha lämnat Halmstad blev Clotet hösten 2011 assisterande tränare åt Åge Hareide i norska Viking FK, men när Hareide fick lämna klubben följande sommar valde även Clotet att gå vidare. Han blev istället huvudtränare för Atlético Malagueño, Málaga CF:s reservlag i den spanska fjärdeligan, ett jobb som han innehade under en säsong.
I november 2013 blev Clotet tränare i Swanseas ungdomsakademi. När Garry Monk tog över som huvudtränare för klubben tre månader senare blev Clotet hans assisterande tränare. Under deras första hela säsong ledde de 2015 Swansea till åttonde plats i Premier League, klubbens bästa säsong någonsin. I december 2015 fick Monk sparken vilket ledde till att även Clotet lämnade klubben. 
Tränarparet återförenades i Leeds endast sex månader senare då Monk i juni 2016 ersatte Steve Evans som huvudtränare och valde att åter utse Clotet till sin assisterande tränare. De ledde tillsammans Leeds till en sjunde plats i Championship, efter att ha legat på playoffplats under stor del av våren, under sin enda säsong i Yorkshire-klubben.
Den 25 maj 2016 sade Monk upp sig från jobbet som huvudtränare i Leeds, för att ett par veckor senare skriva kontrakt med Championship-rivalen Middlesbrough. Det förekom mediaspekulationer om att Clotet kunde komma att efterträda honom som huvudtränare; istället gavs jobbet den 15 juni till Thomas Christiansen. Den 19 juni meddelade Leeds fotbollsdirektör Victor Orta att Clotet inte funnits med i diskussionerna om huvudtränarjobbet, men att man från klubbens håll varit öppna för att behålla honom i en annan roll. Clotet hade dock klargjort att han ville söka nya utmaningar, och hans kontrakt med Leeds skulle inte komma att förnyas vid utgången av juni månad.
Den 4 mars 2018 blev Clotet anställd som assisterande tränare i Birmingham City. I juni 2019 blev han tillfällig huvudtränare i klubben då Garry Monk blev avskedad. Den 4 december 2019 meddelade Birmingham att Clotet blivit anställd som permanent huvudtränare i klubben. Den 5 februari 2021 blev Clotet anställd som ny huvudtränare i italienska Serie B-klubben Brescia. Efter säsongen 2020/2021 lämnade han klubben.

## Klubbar som tränare
- 2004–2006: UE Figueres
- 2006–2008: RCD Espanyol (ungdomslag)
- 2008–2009: UE Vilajuiga
- 2009–2010: RCD Espanyol (B-lag)
- 2010: Malmö FF (assisterande tränare)
- 2011: Halmstads BK (huvudtränare)
- 2012: Viking FK, Stavanger (hjälptränare)
- 2012–2013: Málaga (B-lag)
- 2013–2015: Swansea City (assisterande tränare)
- 2016–2017: Leeds United (assisterande tränare)
- 2017–2018: Oxford United
- 2018–2019: Birmingham City (assisterande tränare)
- 2019–2020: Birmingham City
- 2021: Brescia